# Андреевское (озеро, Тобольский район)
Андреевское  — озеро в Тобольском районе Тюменской области России. Относится к бассейну Иртыша.

## Характеристика
Площадь озера — 75 км². Высота уреза воды над уровнем моря — 47 метров. Водоём имеет вытянутую форму в широтном направлении (длина — 14,1 км, максимальная ширина — 6,3 км).
На северо-востоке широкой протокой Андреевское соединяется с Малым Андреевским озером. Озеро расположено в 108 км к северо-западу от города Тобольск. Ближайший населённый пункт — деревня Ачиры в 20 км к юго-востоку. Река Камкульская соединяет Андреевское с расположенным южнее озером Камкуль. На востоке из озера вытекает река Алымка. Берега низкие и сильно заболоченные, в южной частью сильно заросли камышом и тростником. Там же, на южном берегу, расположено несколько рыбацких изб.

## Вспышка заболевания
В октябре 2019 года более 10 жителей деревни Ачиры были госпитализированы с редким заболеванием, им была диагностирована «гаффская болезнь». Согласно проведённым исследованиям со взятием проб, причиной болезни стало употребление в пищу рыбы, выловленной из озера Андреевское. Ситуация в корне не изменилась после проведённых тестов в начале лета 2020 года. Озеро покрылось зелёной слизью и произошёл массовый замор рыбы.